# Dolmen de Maurély
Le dolmen de Maurély est un dolmen situé à Saint-Antonin-sur-Bayon, dans le département des Bouches-du-Rhône en France.

## Historique
Lors du pillage de l'édifice en 1963-1964, les tables de couverture et les orthostates du côté nord furent arrachées et le dallage du sol de la chambre fut détruit à coups de pioche. Le dolmen fut fouillé en 1966 par Jean Courtin et restauré en 1970 par Jean Pigeard de Gurbert.

## Architecture
Toutes les dalles sont en calcaire local. La chambre sépulcrale dessine la forme d'un trapèze : hauteur 4,18 m, petite base 1,45 m (côté chevet), grande base 2,20 m (côté seuil). La dalle de chevet mesure 1,70 m de large pour 1 m de haut. Chaque côté est constitué d'une alternance de trois orthostates et de quatre murets en pierres sèches. Le côté nord a pu être restauré grâce aux bases des murets qui étaient demeurées intactes. Le pilier sud (hauteur 1,10 m) demeuré en place et le pilier nord, brisé lors du pillage mais qui a pu être reconstitué, encadrent l'ouverture à l'ouest. L'originalité de l'édifice tient à la dalle de seuil dressée verticalement à l'extérieur des piliers, soigneusement calée à la base, mais pouvant basculer en avant comme une porte de four. Le dallage du sol de la chambre a été reconstitué lors de la restauration.
Aucun couloir n'est visible mais son existence «n'est pas impossible». Les trois tables de couverture, brisées à leurs extrémités lors du pillage, n'ont pu être remises en place et reposent désormais à proximité de la chambre côté nord.
Le tumulus en terre , de forme ronde, mesure environ 12 m de diamètre. Désormais très arasé, il se confond avec la pente naturelle du terrain.

## Vestiges osseux et mobilier funéraire
Quelques ossements humains et un peu de matériel funéraire ont pu être recueillis par B. Pouyé en 1965 dans les déblais d'après pillage ainsi que lors de la restauration par tamisage.
Les ossements ne présentant aucune trace de combustion, il en a été déduit que les individus étaient inhumés directement. Les destructions opérées n'ont permis aucune observation anthropologique ni estimation de la population qui fut inhumée dans le dolmen mais un grand nombre de dents a pu toutefois être recueilli.
Les outils retrouvés sont constitués de deux grandes lames et fragments de lame en silex rubané et de six armatures de flèche,. Les éléments de parure recueillis correspondent à 24 perles en stéatite, une perle olivaire en roche verte, une perle en os, deux cristaux de quartz, un anneau en roche rougeâtre et une perle tubulaire en cuivre,.